# Samoopalacz

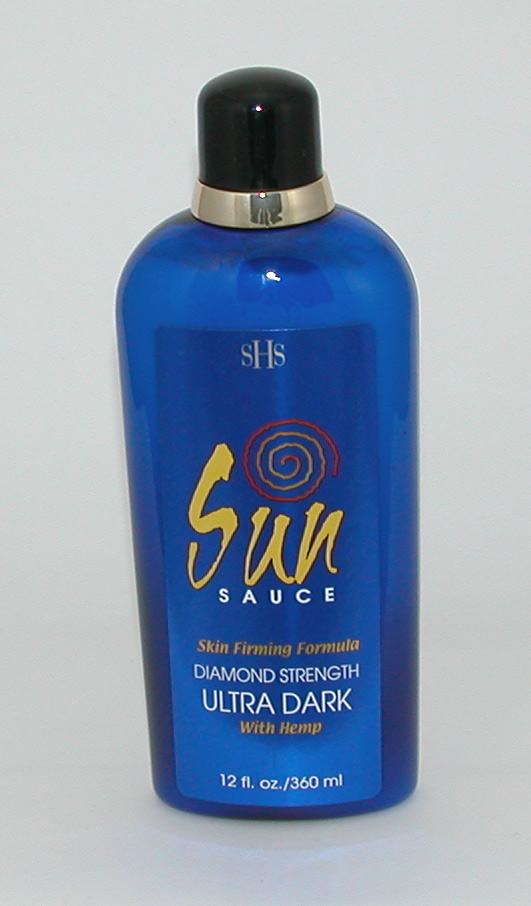
Samoopalacz

Samoopalacz – środek kosmetyczny mający na celu nadanie skórze brązowego odcienia bez naświetlania skóry promieniami UV.
Samoopalacz imituje efekt naturalnej opalenizny, którą można uzyskać bez udziału słońca, nie prowadzi jednak do powstawania melaniny, naturalnego barwnika powstającego w skórze pod wpływem promieniowania UV. Dlatego też ten rodzaj zabarwienia nie chroni przed działaniem promieni słonecznych i skóra wymaga ochrony przed słońcem preparatami z filtrami ochronnymi.
Podstawowe rodzaje samoopalaczy ze względu na konsystencję to: samoopalacz w balsamie, w kremie, w piance i w spray'u. Samoopalacz w spray'u nazywany jest również rajstopami w spray'u.

## Składniki aktywne
Pierwszym aktywnym składnikiem samoopalaczy powodującym przyciemnienie skóry jest dihydroksyaceton (DHA), węglowodan z grupy trioz. Właściwości przyciemniające kolor skóry tego związku zostały odkryte przypadkiem pod koniec lat 50. XX w. w szpitalu dziecięcym. DHA był stosowany w leczeniu cukrzycy. Zauważono, że skóra dzieci przypadkowo zabrudzona syropem zawierającym DHA po pewnym czasie zabarwiała się na brązowo.
Nowszym aktywnym składnikiem samoopalaczy jest erytruloza, węglowodan z grupy tetroz. Jest ona znacznie stabilniejsza niż DHA, nie ma zapachu, nawilża, a nie wysusza skórę i nie powoduje niepożądanych reakcji skórnych.

## Reakcje chemiczne DHA ze skórą
Zabarwienie skóry powodowane przez DHA jest efektem reakcji chemicznej między DHA a aminokwasami występującymi w warstwie rogowej naskórka. Zabarwienie zwykle pojawia się po około 1–2 godzinach od nałożenia preparatu, osiągając maksimum po ok. 6 godzinach. Ponieważ komórki w warstwie rogowej naskórka ulegają stale procesowi złuszczania, opalenizna z czasem blednie i znika.

## Wady i zalety samoopalaczy
DHA zawarty w samoopalaczu jest związkiem łagodnym, rzadko wywołującym podrażnienia czy alergie, nie powoduje uszkodzeń naskórka, nie działa kancerogennie, nie jest szkodliwy. Działa tylko na poziomie zewnętrznej, rogowej warstwy naskórka, nie wnika głębiej w skórę. Preparaty z DHA można stosować także w ciąży. Samoopalacze zawierające DHA powodują lekkie przesuszenie skóry, nienaturalny wygląd opalenizny oraz dość nieprzyjemny zapach, który pojawia się po około godzinie od użycia samoopalacza. Zapach ten towarzyszy reakcji jaka zachodzi między DHA a naskórkiem.